# Orenstein & Koppel

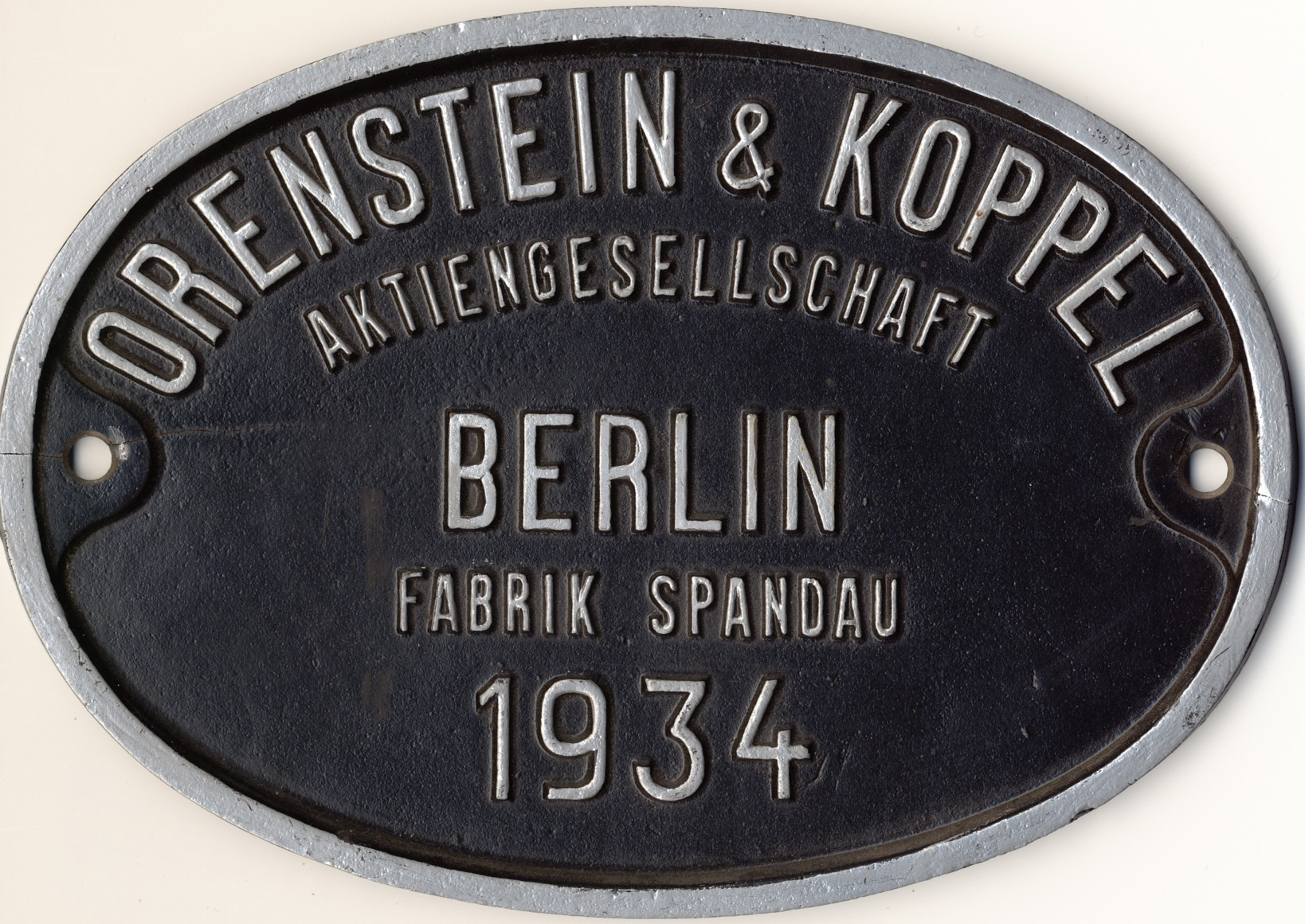
Plaque de constructeur

Orenstein & Koppel (O&K) est une entreprise d'ingénierie allemande créée le 1er avril 1876 par Benno Orenstein et Arthur Koppel. À l'origine, il s'agit d'une entreprise de génie minier qui produit du matériel ferroviaire à voie étroite. Au début du XXe siècle, elle produit également des engins de travaux publics, notamment des excavateurs (pelles mécaniques) à godet.
Initialement entreprise d'ingéniérie généraliste, elle s'est rapidement spécialisée dans la fabrication de véhicules ferroviaires, ainsi que les équipements lourds et des escaliers mécaniques. Jusqu'à la Seconde Guerre mondiale, elle est un constructeur de locomotives internationalement connu et reconnu.
En raison des pertes continues d'O&K, Hoesch-Krupp vend chacun des secteurs industriels du groupe :
- 1981 - O&K, filiale de Krupp arrête son activité de construction ferroviaire,
- 1996 - O&K cède sa division de fabrication d'escaliers mécaniques à l'entreprise finlandaise Kone, recentrant ainsi l'entreprise sur la construction des machines de travaux publics.
- 1998 - l'usine de Dortmund (construction de machines de construction minière sous la marque Bucyrus) est reprise par le groupe Terex et l'usine de Berlin-Spandau spécialisée dans la fabrication d'excavatrices et engins de travaux publics est vendue à New Holland, filiale de Fiat Industrial.
- 2000 - le constructeur italien d'engrenages Carraro Drive Tech SpA rachète la dernière branche d'activité encore opérationnelle, la construction d'essieux et de boîtes de vitesses avec l'usine d'Hattingen.

## Historique

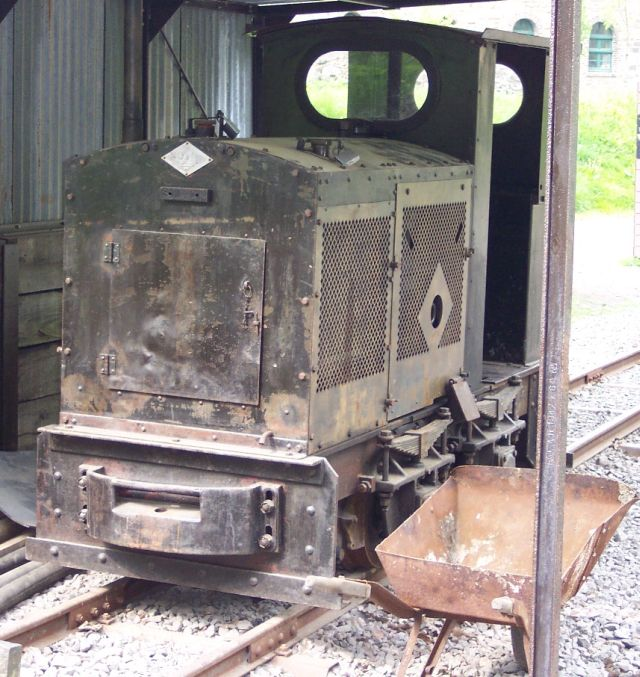
Locotracteur militaire

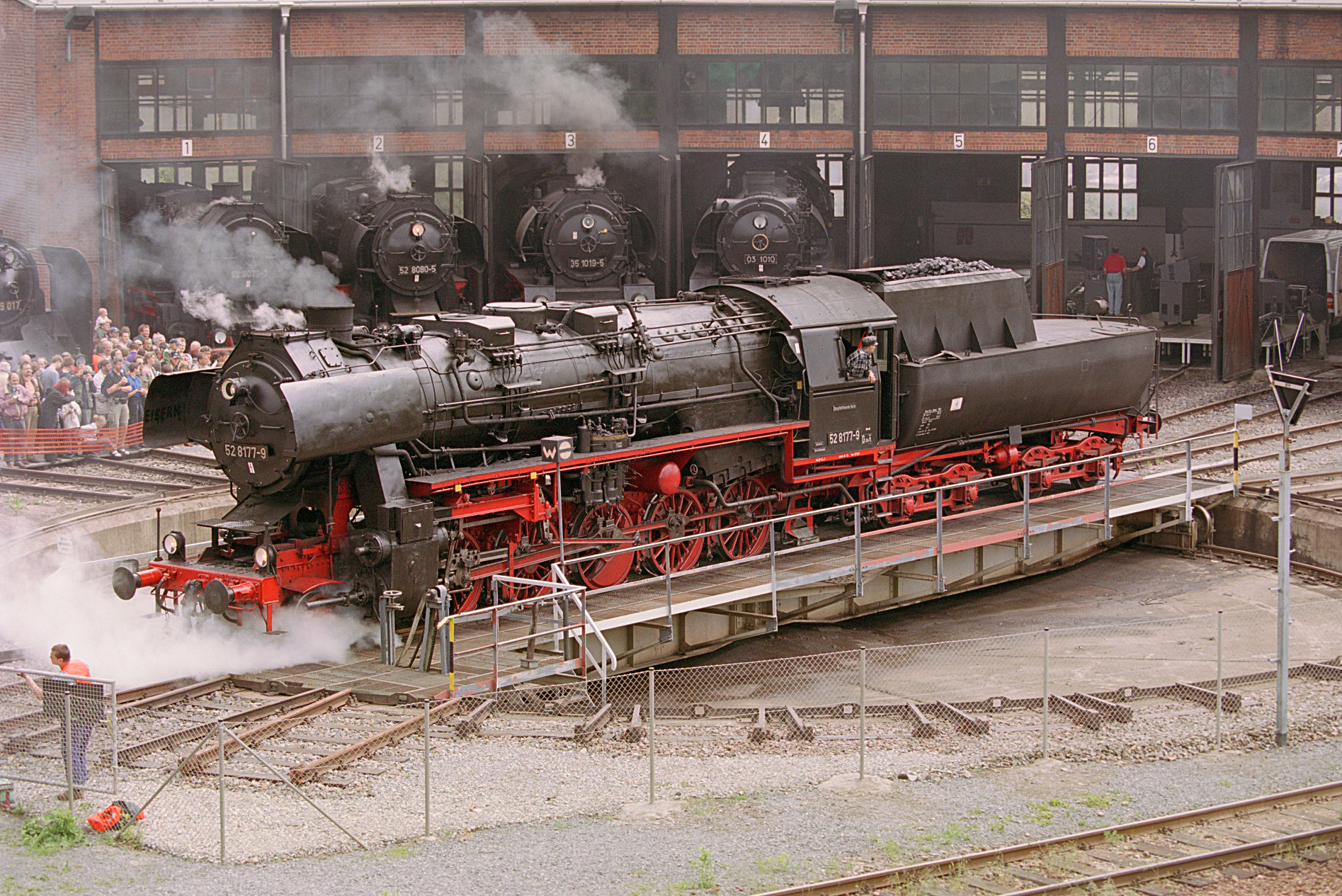
Locomotive BR 52-8177-9 sur la plaque tournante de Dresde (voie normale)

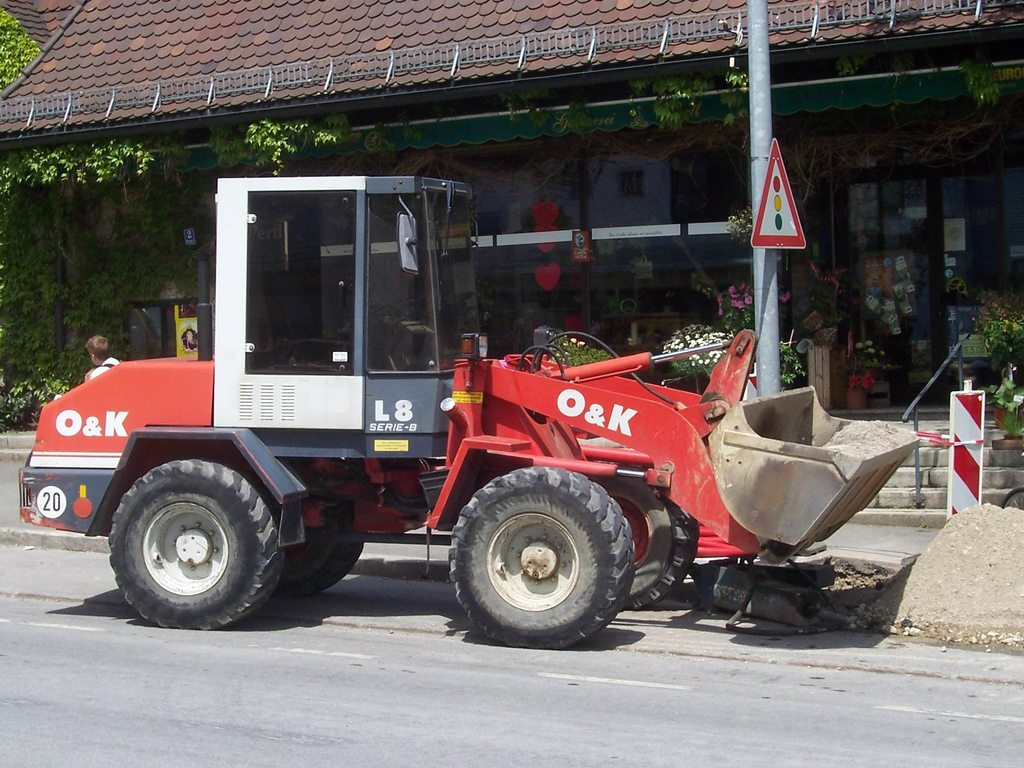
Chargeure moderne type L8 Série B

- 1876 : Benno Orenstein et Arthur Koppel fondent une entreprise de génie minier. Elle produit des moyens de transport ferroviaires qui peuvent transporter la production minière de façon plus rapide et économique.
- 1900 : l'entreprise est renommée dans la construction ferroviaire. Début de la production des excavatrices à godet. À partir de 1904, ces machines sont entièrement métalliques et mues par des moteurs à vapeur ou à alcool
- 1908 : l'usine de Berlin-Spandau produit la première excavatrice à vapeur sur rail pour le travail dans les sols durs et les roches.
- 1912 : Orenstein & Koppel compte 15 000 employés répartis sur 12 usines et 95 concessions.
- 1920 : l'entreprise prend le nom de "Orenstein et Koppel AG".
- 1922 : Orenstein & Koppel crée sa première excavatrice à vapeur sur chenille.
- 1926 : l'entreprise passe à la motorisation diesel. Elle lance sa première excavatrice universelle, le Type 4.
- Années 1930 : construction des locomotives à vapeur série 50 et des locomotives à vapeur type 44
- 1934 : Orenstein et Koppel AG produit sa première pelleteuse sur roues.
- 1936 : lancement des voitures de chemin de fer type Olympia (HE 167)
- 1940 : mise sous tutelle de l'entreprise par le Troisième Reich dans le cadre de l« arianisation » de l'économie allemande.
- 1945 : la société anonyme qui compte 20 000 employés à la fin de la guerre perd alors 80 % de ses sites de production en Allemagne.
- 1949 : reprise de la production à Spandau. O&K rachète l'entreprise Lübecker Maschinenbau AG et recentre sa production sur les machines excavatrices
- Années 1950 : construction de voitures à deux étages pour les transports en commun berlinois (BVG), de tramways et d'autocars
- 1961 : O&K est la première entreprise européenne à produire des pelleteuses fonctionnement complètement à l'aide de systèmes hydrauliques et à vapeur.
- 1968 : la 10 000e excavatrice produite à Berlin–Spandau.
- 1973 : livraison de la 20 000e excavatrice.
- 1986 : O&K rachète l'entreprise Faun.

À la suite des lourdes pertes accumulées par le groupe, le groupe Krupp propriétaire de la société cherche à se séparer de l'entreprise. 
- 1996 : la division escaliers mécaniques est vendue à KONE Corporation,
- 1998 : l'actionnaire majoritaire de O&K, le groupe Krupp vend le reste de l'entreprise : 
  - l'usine de Dortmund spécialisée dans la construction de machines de construction minières sous la marque Bucyrus au groupe américain Terex,
  - l'usine de Berlin-Spandau spécialisée dans les engins de travaux publics avec les excavatrices à New Holland, filiale de Fiat Industrial.
- 1999 : Fiat New Holland rachète la société Case et crée le groupe Case/New Holland CNH Global qui regroupe les  marques : New Holland, O&K, Case, Kobelco, FIAT-Kobelco[1],[2].

- 2000 : la dernière branche d'activité encore opérationnelle, la construction d'essieux, boîtes de vitesses, ponts et réducteurs avec l'usine d'Hattingen est vendue au leader italien du secteur Carraro Drive Tech SpA[3],[4].

En novembre 2015, CNH Industrial décide se fermer l'usine historique de Berlin et de transférer la production des niveleuses à partir de mars 2016 en Italie dans l'usine de Lecce.

## Production
L'usine a produit essentiellement des petites locomotives de chantier à voie étroite, qu'elle livre dans le monde entier. Il est arrivé toutefois qu'elle construise des grosses locomotives livrées aux grands réseaux nationaux allemands.
La production de locomotives diesel a débuté dans les années 1930.
Au XXIe siècle, O&K est connue pour ses locomotives à vapeur, ses excavateurs et ses pelleteuses.

## Locomotives préservées en France

### Locomotives à vapeur

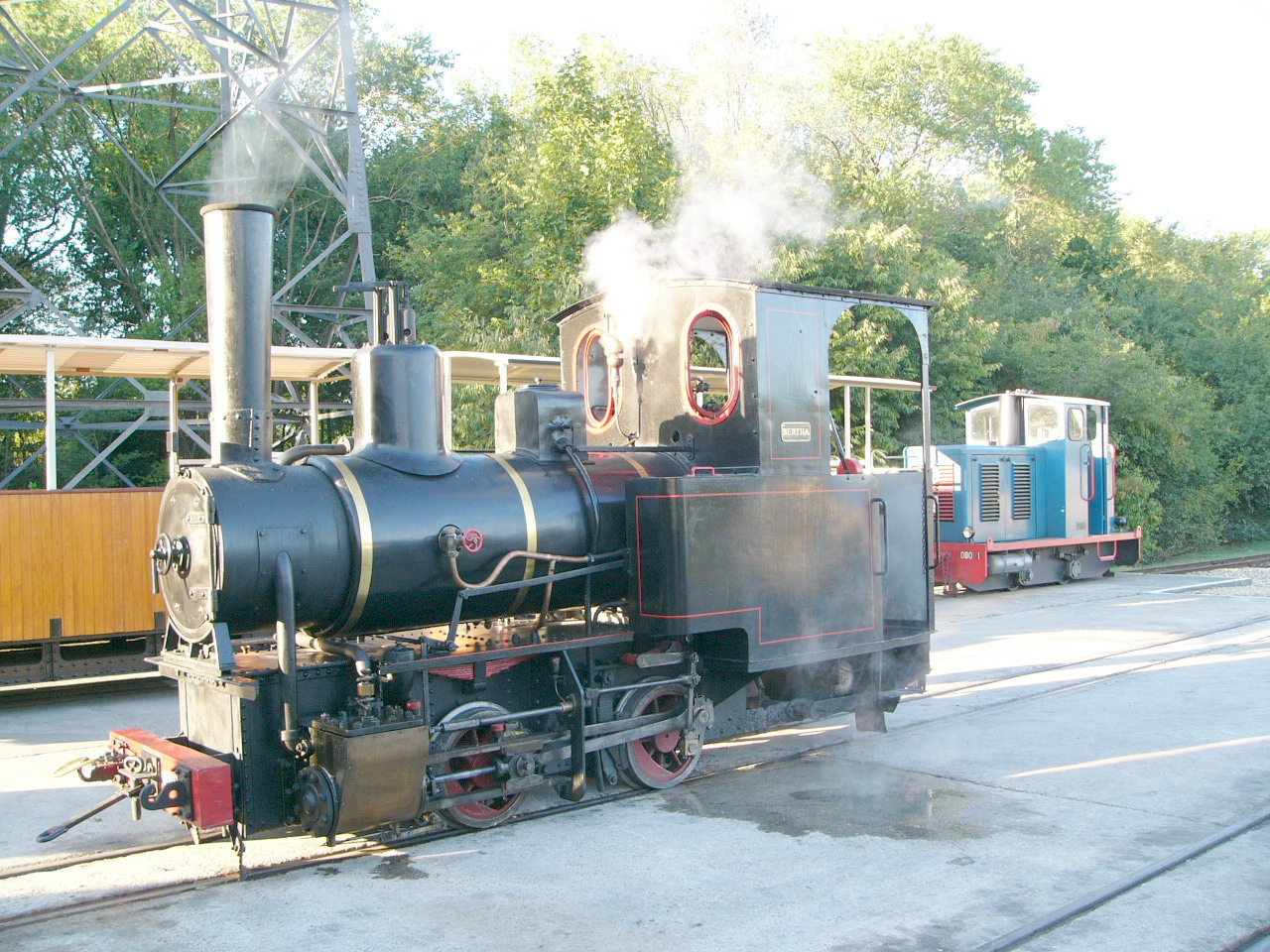
Locomotive 020T Orenstein & Koppel de 1905 N° 1627 sur voie de 60, au Chemin de fer des Chanteraines

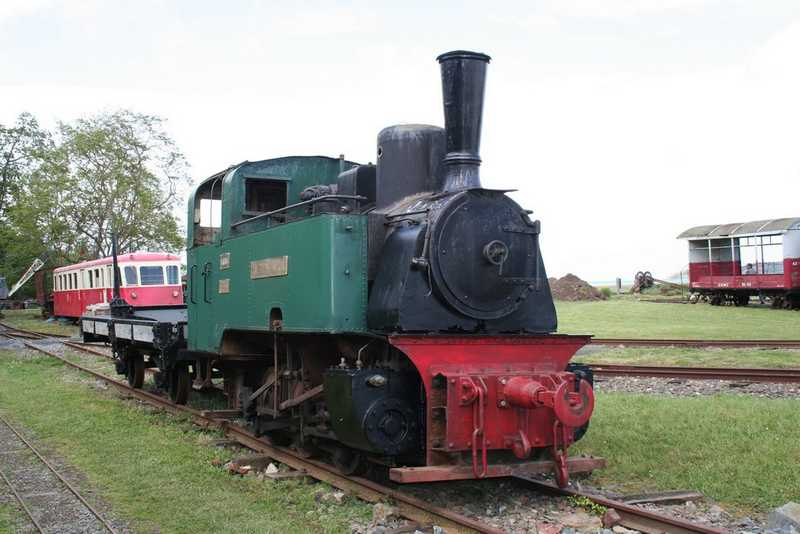
locomotive 030T (1928 - n°11695) Orenstein & Koppel préservée par l'ACFCdN

Ci-dessous est présentée une liste (non exhaustive) des locomotives vapeur Orenstein & Koppel préservées en France :

#### Voie de 60
- 020T (n°1329 - 1905) - Tacot des Lacs
- 020T (n°1627 - 1905) - Chemin de Fer des Chanteraines - restauré et en état de marche [6]
- 020-020t (1769-1905) - Chemin de fer du Haut-Rhône
- 020T (n°2649 - 1908) - Tacot des Lacs
- 020 T (n° 4852 - 1911) - AAMCS , chemin de fer à Vapeur de la Scarpe , Saint-Amand-les-Eaux (59) en état de marche
- 020T (n°5829 - 1913) - Train historique du Lac de Rillé (Indre-et-Loire) - En état de marche.
- 030T (n°7429 - 1914) - Chemin de Fer des Chanteraines - restauré et en état de marche

La 7429 a reçu une chaudière neuve fabriquée en Belgique en juin 2012. Elle a effectué des marches d'essais pendant l'été 2013. Les travaux de finition sont en cours en vue de sa mise en service commerciale pour la saison 2014. 
- 030T (n°8083 - 1915) - APPEVA - en attente de restauration [7]
- 050T (n°8285 - 1917) - APPEVA - en attente de restauration [7]
- 040T DFB (n°8627 - 1918) - APPEVA - en attente de restauration [7]
- 040T DFB (n°8594 - 1918 - HF 2166) et son tender (HF1089) -APEMVE classée monument historique (en attente de restauration)

#### Voie de 70
- 020T (n°4720 - 1911) - Chemin de fer d'Abreschviller - en exposition

#### Voie métrique
- 130T	(n° 5755 - 1912) , MTVS, ex Portugal, CF Val Vouga, CP E 96, machine Decauville assemblée par Orenstein et Koppel
- 030T (n°11695 - 1928) - ACFCdN Ex : Compagnie Royale des Asturies "Florida n° 5".  - en attente de restauration

#### Voie normale
- 020T (n°1494 - 1904) - CFVE - en attente de restauration [8]
- 020T (n°9765 - 1922) - Petite Rosselle puis Espace de la Locomotive A Vapeur à Obermordern depuis octobre 2015. Restaurée pour présentation statique.
- 020T n°? - Nigoland - présentation statique [8]

### Locotracteurs
Liste (non exhaustive) des locotracteurs Orenstein & Koppel préservés en France :

#### Voie de 60
- 020 n°26240 (1963) - APPEVA - restauré [7]
- 020 - Chemin de fer des Chanteraines - re-motorisé bicylindre MWM refroidi par air 20cv, re-carrossé façon locotracteur de mine (rééquipé de son échappement à barbotage), carrosserie artisanale conception et réalisation CFC. Utilisé pour les trains de service manœuvre au dépôt et quelques manifestations extérieures sur voie 60 portable DECAUVILLE du fait de son gabarit réduit et de son faible poids
- 020 Type LD16 Train de Rillé (année 1930 environ) moteur d'origine, monocylindre horizontale de 20 chevaux en cours de restauration.

#### Voie de 70
- 020 monocylindre diesel n°4383 (1909) - Chemin de fer d'Abreschviller

## Production préservée à l'étranger

### Japon

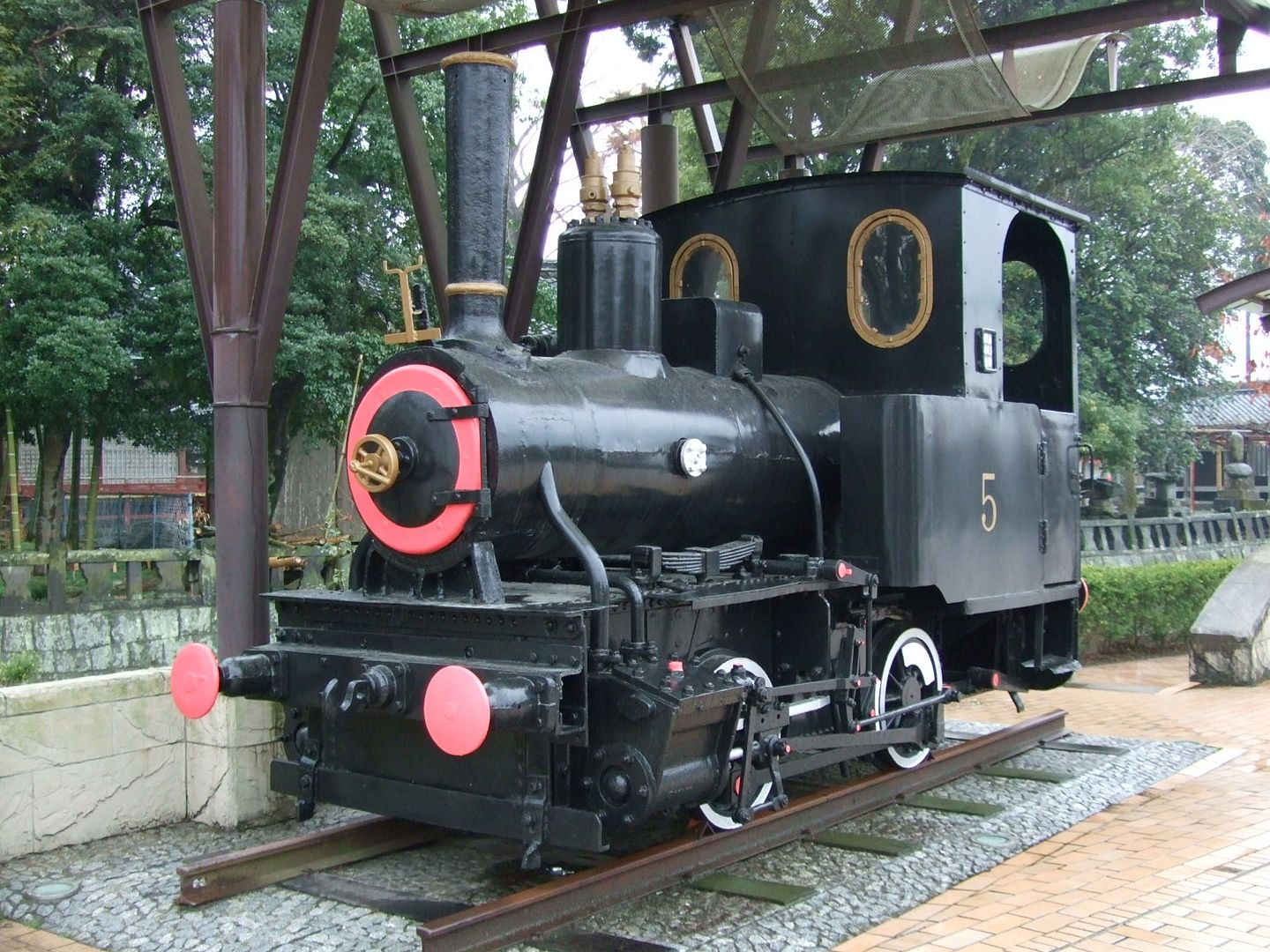
La 020T du Nishi Nippon Railroad

- 020T de 1911 du Nishi Nippon Railroad, SL N°5

### Grand-Duché de Luxembourg
- 030T (n°5457 - 1912) - Train 1900 Petange Grand-Duché de Luxembourg. Ex Arbed Esch/Alzette acquise en 1977. En état de marche.